# Битка код Наупакта
Битка код Наупакта одвијала се 429. п. н. е. у раној фази Пелопонеског рата. Била је то битка између Атинске флоте и комбиноване флоте Спарте и Коринта.

## Значај Наупакта
Амбракија и Каонија су молиле Спарту да освоји Акарнанију, што би омогућило Спарти да нападне Наупакт, атинску поморску базу у Коринтском заливу. Спартански генерал Кнем је са флотом и 1.000 хоплита ударао по Акарнанији, а за то време је атинска флота под командом Формија чекала у Коринтском заливу у случају напада на Наупакт. Кнем је био поражен у Акарнанији, а коринтска флота је каснила.

## Малобројнији Атињани нападају коринтски конвој
Коринћани су имали 47 бродова, али нису се усуђивали да нападну Формија, иако је имао само 20 бродова. Коринћани су били задужени за снабдевање Кнема и његових трупа. Већи коринтски бродови су штитили бродове за снабдевање, правећи круг око њих. Атињани су направили линију и непрекидно су пловили крај коринтских бродова, присиљавајући коринтске бродове да плове у компактној формацији. Кад су коринтски бродови направили криви маневар, атинска флота под командом Формија је напала. Атињани су заробили 12 бродова, потопили још више, а осталима допустили да побегну.

## Спартанци уверавају Коринћане да ће добити битку јер их има више
Формио је наставио да следи коринтске бродове. Коринтским бродовима су се придружили спартански. Атина шаље 20 додатних бродова, али касне близу Крита. Прве седмице после битке Пелопонежани окупљају флоту од 77 бродова усидрену на улазу у залив, насупрот атинским бродовима. Коринћани нису жељели још једну битку, а Спартанци су их сматрали кукавицама, јер је атинских бродова било далеко мање. Кнем и Брадид су уверавали Пелопонежане да су једноставно неприпремљени и да ће сигурно добити другу битку, јер се боре на свом терену, имају далеко више бродова опреме и хоплита.
Ни Атињани се нису жељели борити, јер их је било далеко мање. Али Формио је веровао да су Атињани најискуснији на мору и да зато могу победити далеко бројнијег непријатеља.

## Битка
Пелопонежани су желели да навуку атинске бродове у најужи део залива, а Формио је желио да се бори код Наупакта. Пелопонежани формирају 4 реда, са 20 бродова на десном крилу који се праве да иду за Наупакт, што је био трик, који је навео Формија да се покрене да их заустави. Девет атинских бродова је ухваћено или уништено, а преосталих 11 је побегло. Десет бродова је отишло у Наупакт, а једанаести је користио трговачки брод као место за сакривање. Кад је тај брод нагло потопио пелопонешки брод под командом Тимократа, неискусни Пелопонежани се уплашише и почеше бежати, а 11 атинских бродова их је напало и потопило 6, а остале гањало по заливу. Кад је стигло атинско појачање од 20 бродова, Пелопонежани су се потпуно повукли.